# Morir de amor (serie de televisión)
Morir de amor fue una serie de televisión de thriller dramático argentina emitida por Telefe y producida por LCA Producciones, Viacom y Cablevisión Flow. Fue protagonizada por Griselda Siciliani, Esteban Bigliardi, Brenda Gandini y Agustín Sullivan. La serie tuvo su estreno el 17 de octubre de 2018.

## Sinopsis
Helena Karsten, es una abogada que descubre que tiene una enfermedad terminal tras realizarse un estudio médico. Mientras tanto, Juan Deseado Molina quien es un meteorólogo que trabaja en una base de la Antártida argentina decide regresar a Buenos Aires, ya que se le comunica que su esposa falleció. Por ello, asiste a un estudio jurídico, donde será recibido por Helena, quien se especializa en seguros médicos, es la encargada del caso de su difunta esposa y es además la responsable de comunicarle que no podrá cobrar el seguro de vida hasta que finalice la investigación para determinar si la muerte de su mujer fue a causa de una enfermedad o si fue un suicidio, lo cual le impediría gozar del benificio del seguro. Sin embargo, Juan en su regreso también comenzará a seducir a mujeres con problemas de salud, a las cuales también asesinará, mostrando así una personalidad oscura. De esta manera, levantará las sospechas de Helena, quien se embarcará en una exhaustiva investigación para descubrir el costado más peligroso de Juan.

## Audiencia
La serie fue un fracaso en términos de audiencia, pese a la popularidad de su actriz protagónica, Griselda Siciliani, que recientemente había protagonizado los éxitos televisivos Educando a Nina y Viuda e hijos del rock and roll, el prestigio de su directora, Anahí Berneri, que meses antes había obtenido el premio a Mejor Dirección en el Festival de San Sebastián, y los buenos niveles de audiencia de la señal emisora
Al emitirse el primer capítulo, por Telefe de Argentina, la serie tuvo una audiencia promedio de 10,6 puntos, ubicándose en el tercer puesto del día en la televisión de aire de ese país. A partir del segundo capítulo, los niveles de audiencia de la serie se desplomaron, manteniéndose la caída a lo largo de la temporada, que se emitía semanalmente. La serie llegó a tener apenas 3,3 puntos de rating, un desempeño considerado demasiado bajo para el prime time de Telefe, la señal líder de la televisión argentina en 2018. De hecho, Morir de amor fue "uno de los pocos programas que no funcionaron" ese año en dicha pantalla. Debido a la mala respuesta del público, el canal decidió adelantar una semana el final de la serie. El nivel de audiencia del último episodio fue calificado por la prensa especializada como "bajísimo" y "desastroso".

## Cambios en el elenco
La serie, producida por Enrique Estevanez y Viacom Argentina, iba a ser protagonizada originalmente por Leonardo Sbaraglia, no obstante el actor abandonó el proyecto poco antes de iniciarse el rodaje. Sobre su alejamiento, Sbaraglia explicó: "Por motivos y apreciaciones muy personales, me di cuenta de que yo no era la persona indicada para formar parte de este proyecto. Pero como es muy personal, me cuesta explicar las razones. Sobre todo por respeto a las partes involucradas, que todavía están ahí trabajando. Lo mío es muy subjetivo, porque el proyecto puede llegar a ser muy bueno. Las cosas están muy sensibles, cualquier cosa que diga puede ser malinterpretada y prefiero no decir nada de más por el momento. Ahora ellos están tratando de reconstruir las piezas y de llevar adelante este trabajo. No quiero poner el palo en la rueda. Mi alejamiento fue en buenos términos." En aquel momento se rumoreó que la renuncia del actor se debía a su disconformidad con el guion o a diferencias con los guionistas. Erika Halvorsen, miembro del equipo autoral, lo desmintió: "En Internet ví que me echaban la culpa a mi como autora, pero la verdad que no es así". El papel protagónico quedó en manos de Griselda Siciliani, sobre lo cual Halvorsen comentó: "Nosotros (los guionistas) a partir de la aparición de Griselda como protagonista femenina nos iluminamos, ella nos empezó como a armar todo más completo". El personaje de Sbaraglia, por su parte, pasó a ser interpretado por Esteban Bigliardi.

## Reparto

### Principal
- Griselda Siciliani como Helena Karsten.
- Esteban Bigliardi como Juan Deseado Molina.

### Recurrente
- Brenda Gandini como Mora Zubieta.
- Agustín Sullivan como Bruno Casteig.
- Agustín Bello como César.
- Vera Spinetta como Laura.
- Pilar Boyle como Katty.

### Invitados
- Nacha Guevara como Alcira Popescu.
- César Bordón como Dr. Jonás Palma
- Sofía Gala como Rita Staricco.
- Daniela Cardone como Marcela.
- Belén Blanco como Mónica.
- Vera Fogwill como Karen Sandoval.
- Belén Chavanne como Lucila Vega
- Karina Hernández como Esmeralda Berengenes.
- Verónica Llinás como Leticia Casabe.
- Charo López como Silvina Müller.
- Alberto Suárez como Lucero.
- Natalia Digiacomo como Diana Casabe.
- Julián Calviño como Fabio.
- Ana Alduini 8( como Rocío Ballester.
- Diego Starosta como Rodrigo Ballester.
- Ludmila Becerra como Maia Verder.
- Karen Nortel como Olivia Popescu.
- Oriana Benítez como Celina Pascual.
- Romina Quiroga como Marianela.
- Azul Loza como Esperanza.

## Episodios
| N.º | Título         | Dirigido por  | Escrito por                            | Fecha de emisión original | Audiencia (millones) |
| --- | -------------- | ------------- | -------------------------------------- | ------------------------- | -------------------- |
| 1   | «Juan Deseado» | Anahí Berneri | Sebastián Rotstein & Federico Rotstein | 17 de octubre de 2018     | 10.6                 |
| 2   | «Rita»         | Anahí Berneri | Sebastián Rotstein & Federico Rotstein | 24 de octubre de 2018     | 6.7                  |
| 3   | «Candy»        | Anahí Berneri | Sebastián Rotstein & Federico Rotstein | 31 de octubre de 2018     | 7.9                  |
| 4   | «Frío»         | Anahí Berneri | Sebastián Rotstein & Federico Rotstein | 7 de noviembre de 2018    | 8.4                  |
| 5   | «Confesiones»  | Anahí Berneri | Sebastián Rotstein & Federico Rotstein | 14 de noviembre de 2018   | 8.1                  |
| 6   | «Cerca»        | Anahí Berneri | Sebastián Rotstein & Federico Rotstein | 21 de noviembre de 2018   | 7.7                  |
| 7   | «Peligros»     | Anahí Berneri | Sebastián Rotstein & Federico Rotstein | 28 de noviembre de 2018   | 9.1                  |
| 8   | «Mutación»     | Anahí Berneri | Sebastián Rotstein & Federico Rotstein | 5 de diciembre de 2018    | 7.3                  |
| 9   | «Tratamiento»  | Anahí Berneri | Sebastián Rotstein & Federico Rotstein | 12 de diciembre de 2018   | 6.7                  |
| 10  | «Atrapada»     | Anahí Berneri | Sebastián Rotstein & Federico Rotstein | 19 de diciembre de 2018   | 7.7                  |
| 11  | «Oculto»       | Anahí Berneri | Sebastián Rotstein & Federico Rotstein | 26 de diciembre de 2018   | 3.3                  |
| 12  | «Final»        | Anahí Berneri | Sebastián Rotstein & Federico Rotstein | 27 de diciembre de 2018   | 4.7                  |

## Premios y nominaciones
| Lista de premios y nominaciones | Lista de premios y nominaciones | Lista de premios y nominaciones                     | Lista de premios y nominaciones | Lista de premios y nominaciones | Lista de premios y nominaciones | Lista de premios y nominaciones |
| Año                             | Organización                    | Categoría                                           | Nominado/a (s)                  | Resultado                       | Ref(s)                          |                                 |
| ------------------------------- | ------------------------------- | --------------------------------------------------- | ------------------------------- | ------------------------------- | ------------------------------- | ------------------------------- |
| 2019                            | Premios Cóndor de Plata         | Mejor Serie / Telefilm                              | Morir de amor                   | Nominada                        | [ 21 ]                          |                                 |
| 2019                            | Premios Martín Fierro           | Mejor Actriz Protagonista en Unitario y/o Miniserie | Griselda Siciliani              | Nominada                        | [ 22 ]                          |                                 |